# Snooker op de Paralympische Zomerspelen 1964
De IIe Paralympische Spelen werden in 1964 gehouden in Tokio, Japan. Snooker was een van de negen sporten tijdens deze spelen. Er stond bij het snooker maar één evenement op het programma, dat voor mannen met een dwarslaesie of vergelijkbare handicaps.

## Mannen
| Klasse           | land | Goud            | land | Zilver    | land | Brons                  |
| ---------------- | ---- | --------------- | ---- | --------- | ---- | ---------------------- |
| Dwarslaesie open | GBR  | Michael Shelton | USA  | F. Vecera | MLT  | C. Markham G. Portelli |

Atletiek · Basketbal · Boogschieten · Dartchery · Gewichtheffen · Schermen · Snooker · Tafeltennis · Zwemmen
Rome 1960 ·
Tokio 1964 ·
Tel Aviv 1968 ·
Heidelberg 1972 ·
Toronto 1976 ·
New York & Stoke Mandeville 1984 ·
Seoel 1988